# Kónya habszegfű
A kónya habszegfű (Silene nutans) a szegfűvirágúak (Caryophyllales) rendjébe, ezen belül a szegfűfélék (Caryophyllaceae) családjába tartozó faj.

## Előfordulása
A kónya habszegfű Európa legnagyobb részén előfordul, az Alpokban mintegy 2000 méter magasságig hatol fel.

## Alfajai
- Silene nutans subsp. dubia (Herbich) Zapal.
- Silene nutans subsp. livida (Willd.) Jeanm. & Bocquet

## Megjelenése
A kónya habszegfű 30-60 centiméter magas, felálló, egyszerű szárú, évelő növény. Főleg alul szőrös, virágzata mirigyszőrös. Hosszú nyelű tőlevelei szálas lapát alakúak, a felső szárlevelek lándzsásak vagy szálasak. A száron 1-3 pár levél van. A virágok fehérek, néha rózsásak, mélyen kéthasábú szirmokkal, bókolók (a növény neve erre utal), bugaszerűen ágas, virágzás előtt egy oldalra hajló, állernyős virágzatban helyezkednek el. A csésze hengeres, 10 erű, legfeljebb 1,5 centiméter hosszú.

## Életmódja
A kónya habszegfű sovány és félszáraz gyepek, homoki rétek, fenyérek, nyirkos, sziklás és száraz erdők (főleg tölgyesek), száraz cserjések és erdőszélek lakója. Mészkedvelő, a talaj tápanyagtartalmát illetően nem igényes.
A virágzási ideje májustól július végéig tart. Virágait éjjeli lepkék porozzák meg. Jellegzetesen éjjel virágzó növény, amely csak este kezd illatozni.

## Hasonló fajok
A hólyagos habszegfű (Silene vulgaris) jellegzetessége, hogy csészéje felfújt, megnyúlt gömbös, hálós, recés erezettel. Levelei lándzsásak vagy lándzsás tojásdadok.
A zöldvirágú habszegfű (Silene viridiflora) szárain több pár levél van, a levelek elliptikus tojásdadok. A virágzat alig ágas, nem bókoló, a szirmok zöldesek. A kónya habszegfűnél jóval ritkább.

## Képek

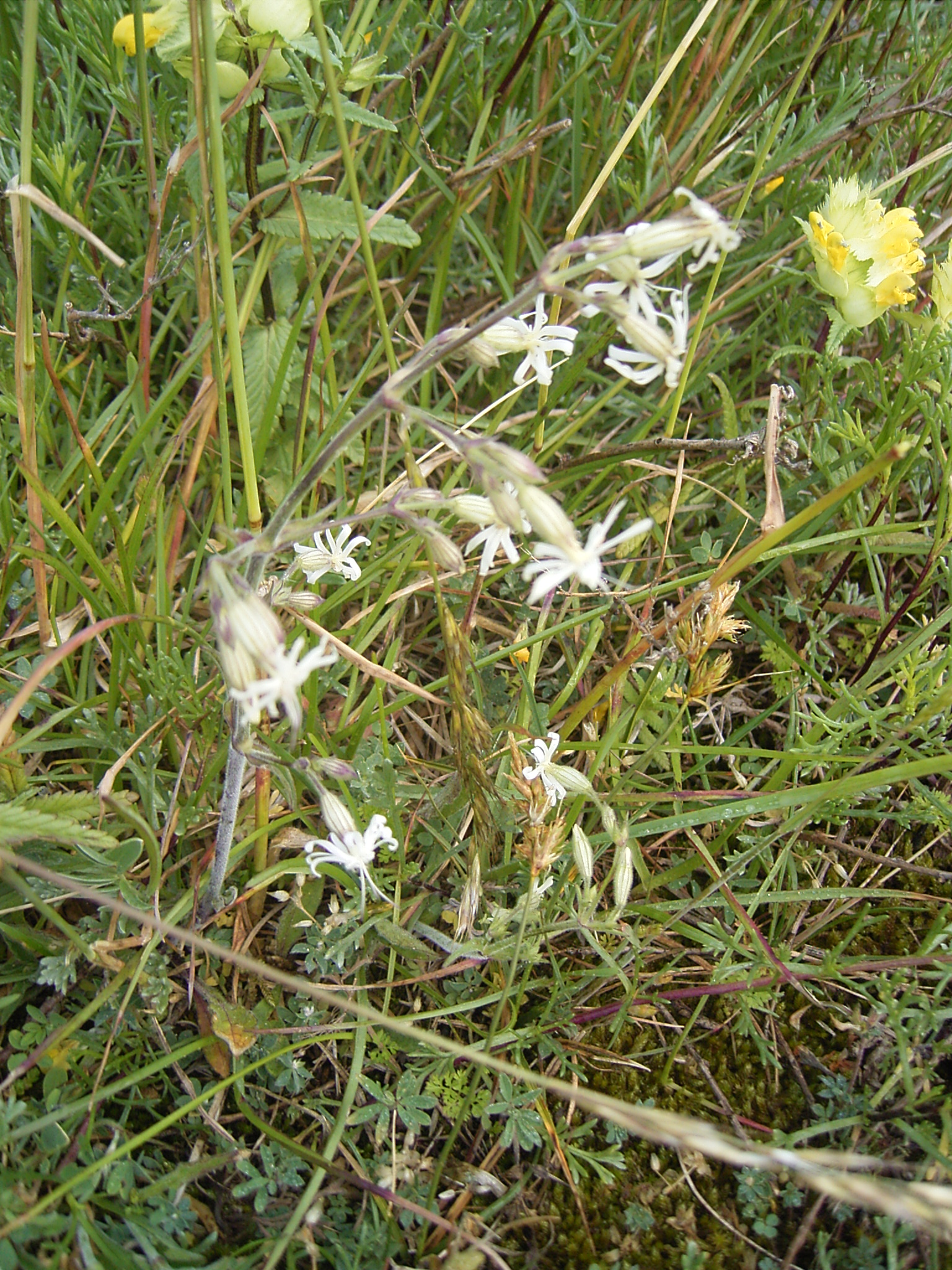
A növény
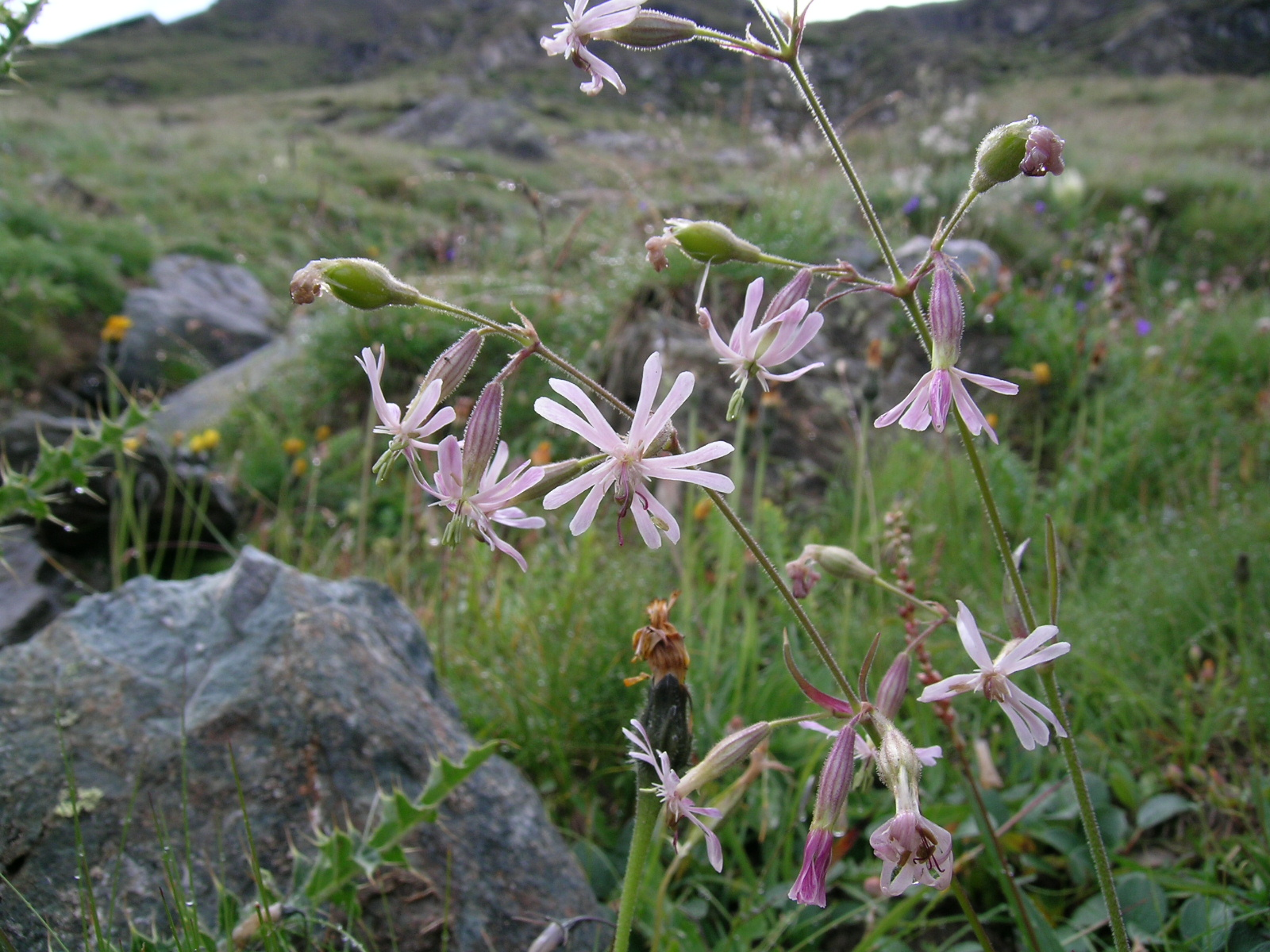
a természetes
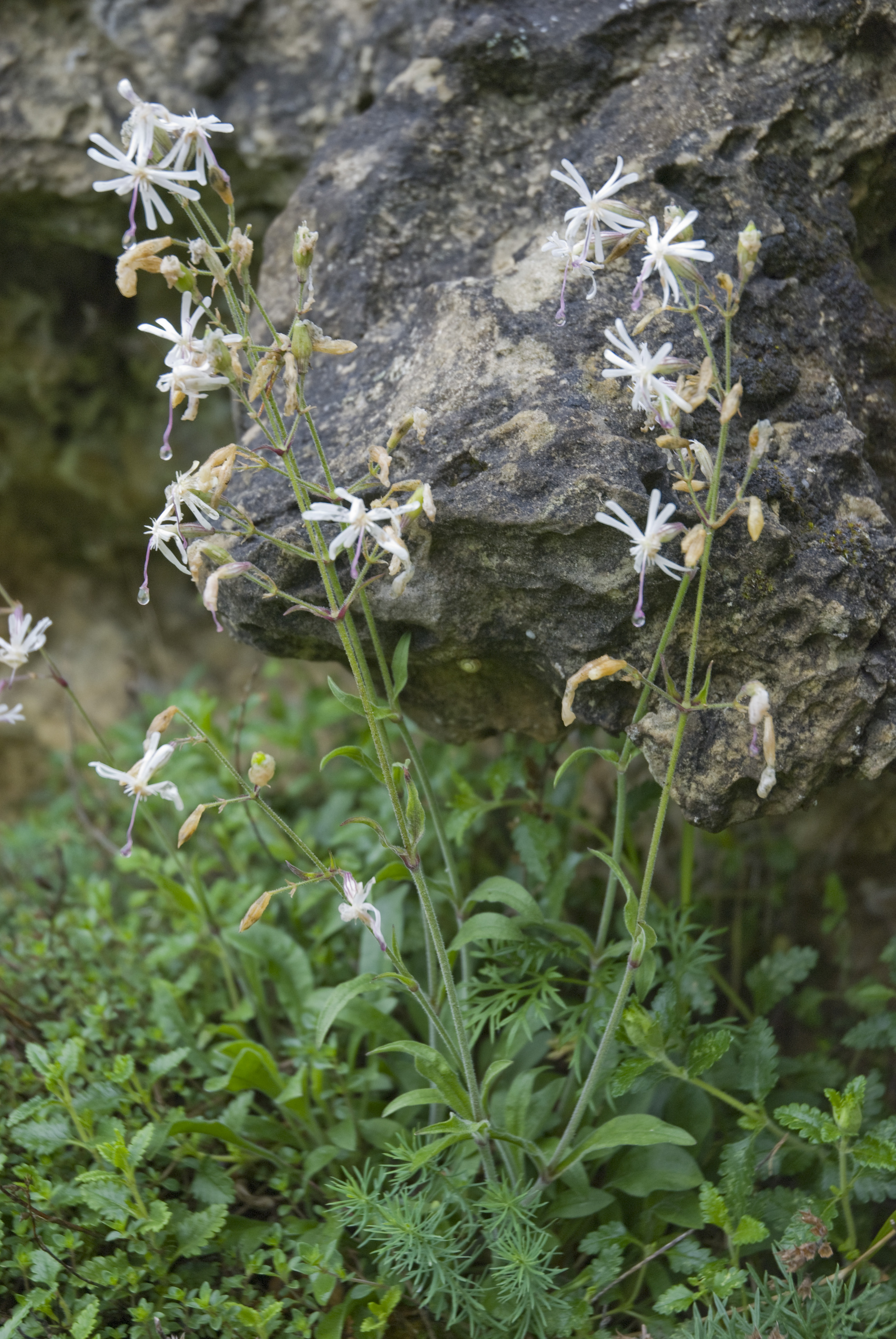
élőhelyén
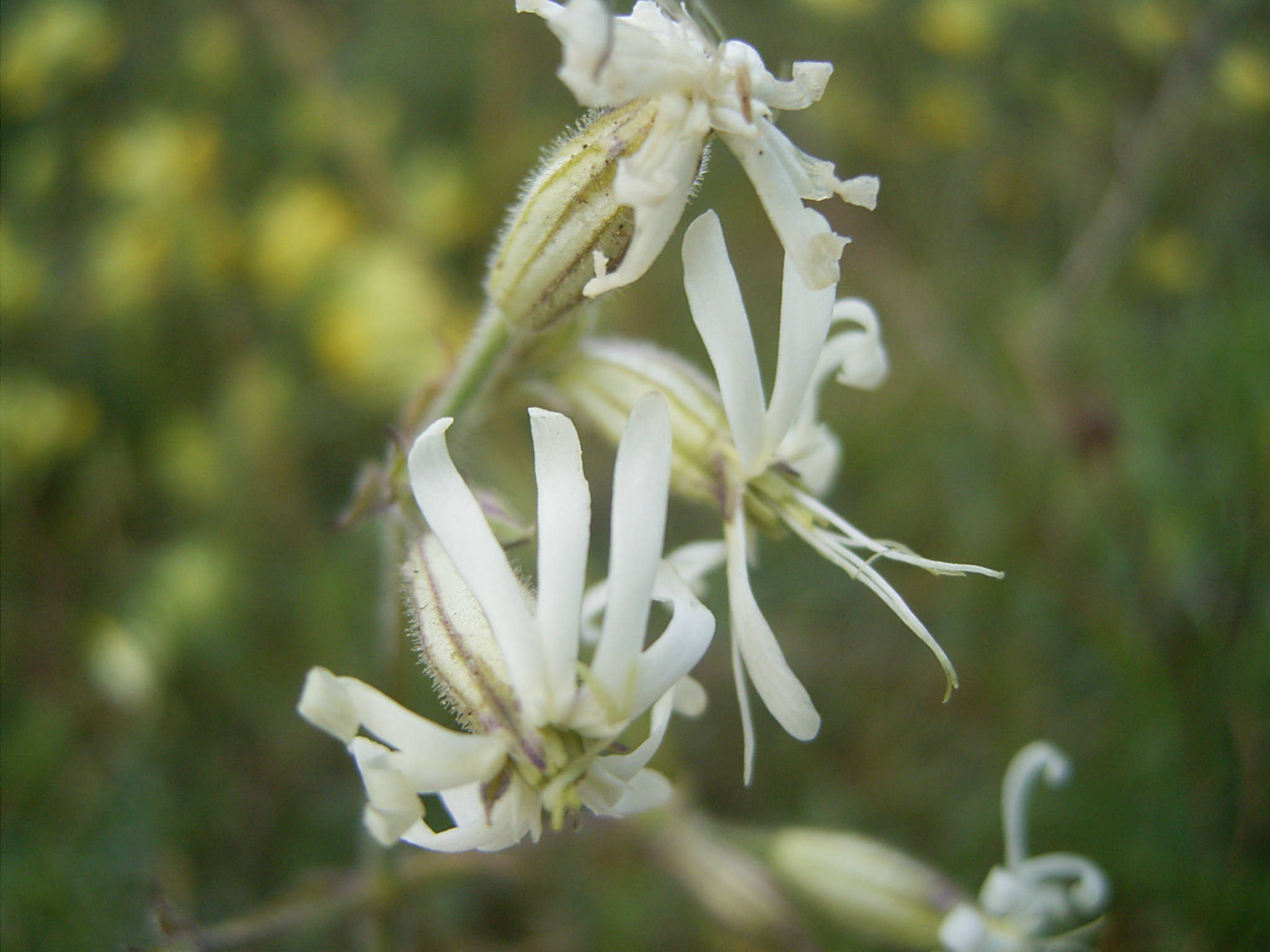
Virágai közelről
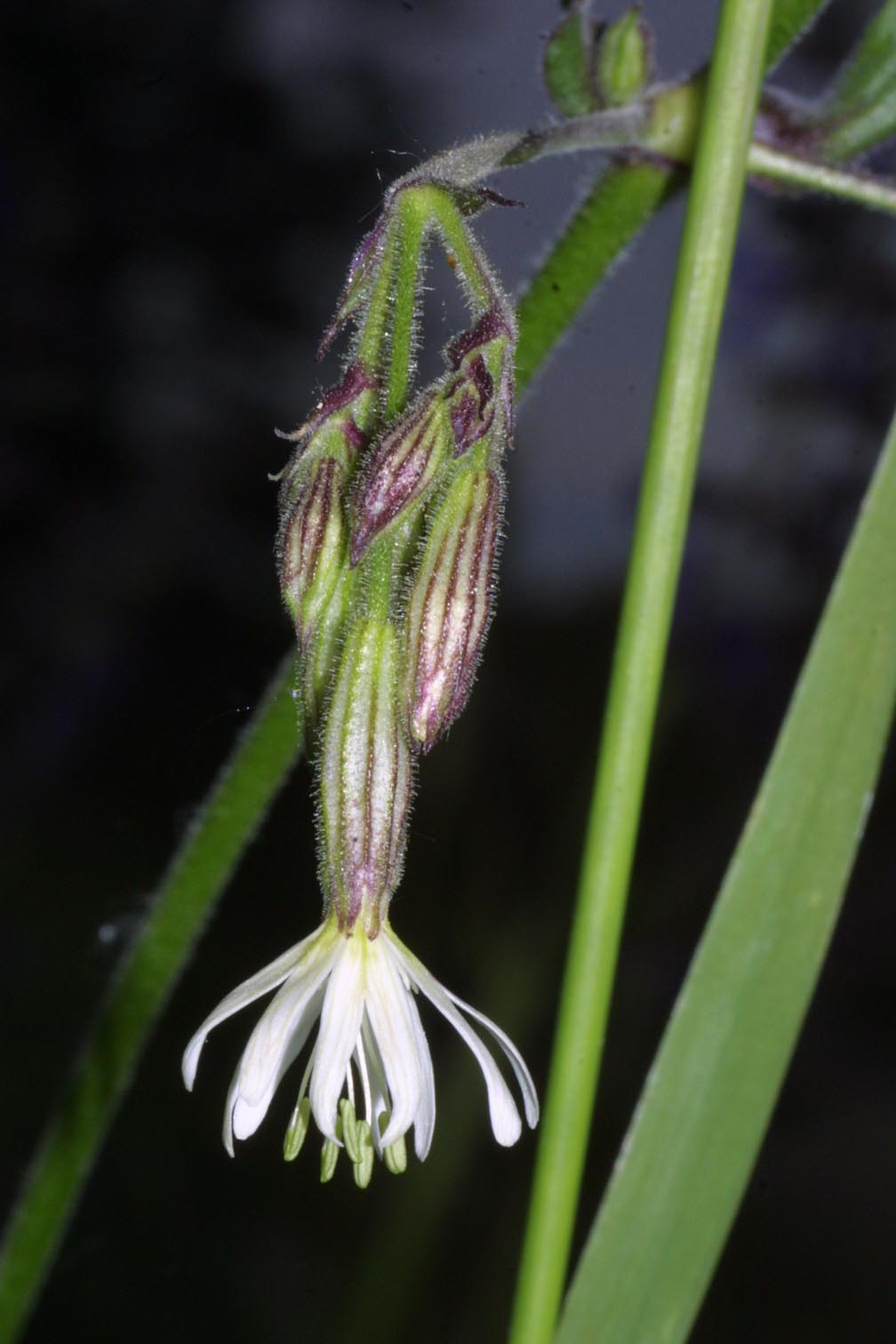
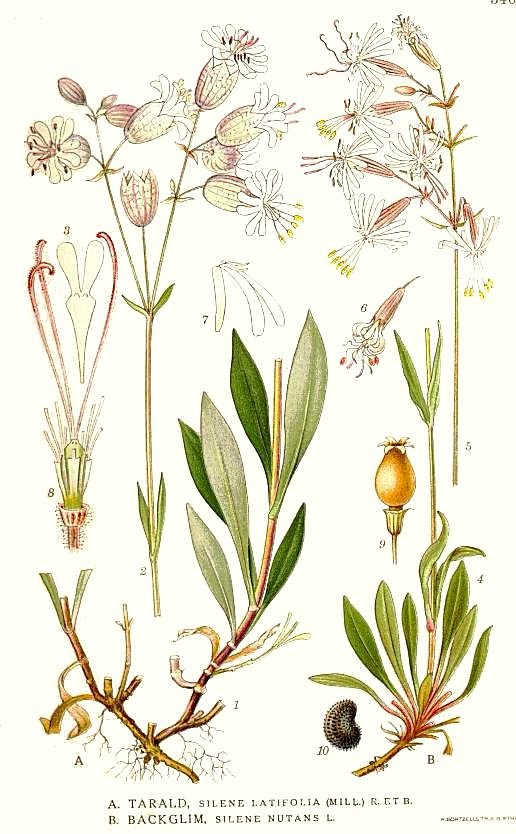
Rajz a növényről